# 25 Aquarii
25 Aquarii (25 Aqr / d Aquarii) es una estrella en la constelación de Acuario; se localiza al norte de la misma, cerca del límite con Pegaso.
De magnitud aparente +5,11, se encuentra, de acuerdo a la nueva reducción de los datos de paralaje de Hipparcos, a 226 años luz del sistema solar.
25 Aquarii es una gigante naranja de tipo espectral K0III con una temperatura efectiva de 4721 K —aunque otro estudio señala una temperatura significativamente más elevada de 4801 K—.
Es 54 veces más luminosa que el Sol y tiene un diámetro 11 veces más grande que el diámetro solar, tamaño comparable al de muchas gigantes análogas como Pólux (β Geminorum), Giennah (ε Cygni) o ψ1 Aquarii, esta última también en Acuario.
25 Aquarii muestra un contenido metálico inferior al solar, siendo su índice de metalicidad [Fe/H] = -0,17.
Es una estrella evolucionada que tiene una edad de 4470 ± 2380 millones de años.
Su cinemática corresponde a la de una estrella del disco fino.